# Лянґаруд (шагрестан)
Лянґаруд (перс. لنگرود) — шагрестан в Ірані, в остані Ґілян. За даними перепису 2006 року, його населення становило 133133 особи, які проживали у складі 38597 сімей.

## Бахші
До складу шагрестану входять такі бахші: 
- Кумеле
- Отаквар
- Центральний